# Edward Clark (Politiker)

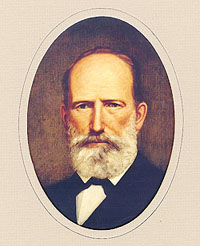
Edward Clark

Edward Clark (* 1. April 1815 in New Orleans, Louisiana; † 4. Mai 1880 in Marshall, Texas) war ein US-amerikanischer Politiker (Demokratische Partei) und der achte Gouverneur des Bundesstaates Texas.
Clark wurde 1815 in Louisiana als Sohn von Elijah Clark, Jr., einem Bruder von John Clark, dem Gouverneur von Georgia von 1819 bis 1823, geboren. Sein Vater starb Anfang der 1830er Jahre und er und seine Mutter zogen nach Montgomery, Alabama, wo er Jura studierte und auch als Anwalt zugelassen wurde. 1840 heiratete er Lucy Long, die aber wenige Monate später starb. 1841 zog er nach Texas und eröffnete eine Anwaltskanzlei in Marshall. 1849 heiratete er Martha Melissa Evans, mit der er vier Kinder hatte.
1845 wurde er Delegierter in Texas und Mitglied des Repräsentantenhauses sowie Staatssenator während der zweiten Legislaturperiode. Clark kämpfte unter James Wilson Henderson im texanisch-mexikanischen Krieg, ebenso in der Schlacht bei Monterrey. 1853 bis 1857 war er Staatssekretär unter Gouverneur Elisha M. Pease, danach Vizegouverneur (1859–1861). Am 18. März 1861 wurde er als Nachfolger von Sam Houston Gouverneur von Texas und blieb bis zum 7. November desselben Jahres im Amt. Sein Nachfolger wurde Francis Lubbock.
Nachdem er sein Amt als Gouverneur verlassen hatte, wurde er Colonel in der Armee der Konföderierten und Führer des 14. Texanischen Infanterie-Regiments. Bei der Schlacht von Pleasant Hill wurde er am Bein verwundet und nahm im Rang eines Brigadegenerals seinen Abschied von der Armee, was allerdings von der Militärführung in Richmond nicht bestätigt wurde. Mit Ende des Bürgerkrieges floh er, wie viele andere zivile und militärische Führer aus dem Südwesten, nach Mexiko. Dort blieb er allerdings nur kurze Zeit und kehrte nach Marshall zurück. Nach einigen geschäftlichen Unternehmungen arbeitete er bis zu seinem Tod 1880 in seiner Anwaltspraxis.